# Maude Valerie White

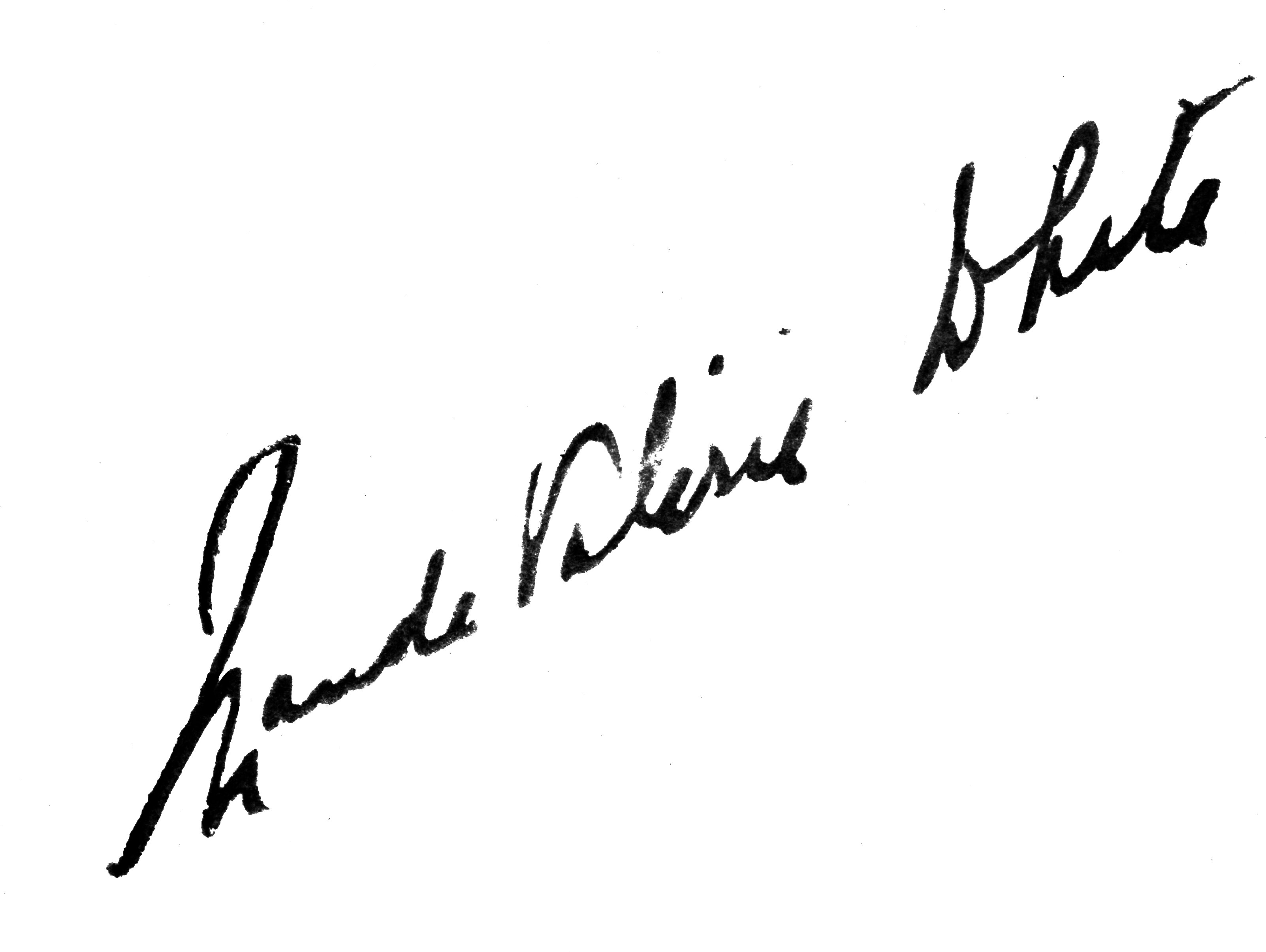
Firma

Maude Valerie White (Dieppe, 23 de junio de 1855 –  Londres, 2 de noviembre de 1937) fue una compositora inglesa nacida en Francia que se convirtió en una de las compositoras musicales más exitosas de la época victoriana.

## Primeros años
Aunque nacida en Normandía, de padres de clase media alta, White y su familia se mudaron a Inglaterra cuando sólo tenía un año. Toco el piano desde muy temprana edad. Su padre murió cuando ella era una niña. A los diecisiete años ya había compuesto su primera canción. Estudió composición con Oliver May mientras estaba en Londres, y contrapunto y armonía con WS Rockstro mientras vivía en Torquay. En 1876, White ingresó en la Real Academia de Música después de que finalmente convenció a su reacia madre para que le permitiera dedicarse a la música. Mientras estuvo en la academia, estudió composición y escribió poemas en inglés, alemán y francés.
White fue la primera mujer en recibir la prestigiosa Beca Mendelssohn, que recibió en 1879. Cuando su madre murió en 1881, White quedó devastada y se fue a Chile para estar con su hermana y recuperar su salud. Al regresar a Londres en 1882, se lanzó a la carrera como música y compositora profesional. Se abrió camino enseñando piano, escribiendo canciones y tocándolas en galas y veladas, a veces presentando recitales. Posteriormente, aprovechando sus conocimientos lingüísticos, se ganó la vida traduciendo libros y obras de teatro.

## Composición
En 1883, White fue a Viena durante seis meses para estudiar con Roberto Fuchs, el cual intentó, sin éxito, persuadirla para que extendiera su composición a géneros más instrumentales, tarea que ella nunca llevó a cabo de manera agresiva. Como señala Fuller, la música de White durante este período de su carrera se caracteriza "por una cuidadosa configuración de las palabras, melodías expansivas, un sentido de propulsión rítmica y una evitación de cadencias claras" (Grove). Como indica Grove, esto se puede escuchar en su versión de 1888 de 'So we'll go no more a-roving' de Byron , una de sus canciones más duraderas.
Su adaptación de "Mi alma es un barco encantado" de Shelley , publicada en 1882, ha sido descrita como "una de las mejores de nuestro idioma" (Fuller, 331). Más tarde, en la década de 1890, su estilo musical se desarrolló y cambió para incorporar elementos musicales de sus viajes por todo el mundo. Cada vez más, también buscó realizar en sus canciones el estilo de los Lieder alemanes. Su ballet 'El corazón encantado' muestra la influencia del ballet ruso. Incluso más tarde, pasado el cambio de siglo, sus obras se vuelven más impresionistas, como se muestra en 'La Flûte Invisible' (Victor Hugo) y 'Le Foyer' (Paul Verlaine). Su música crea un ambiente de ensueño “a través de motivos de improvisación o figuras repetidas de cuartas o quintas abiertas” (Fuller, Grove).
Entre otros títulos de éxito se encuentran Venid a mí en mis sueños, Vosotros, los cupidos, inclináis cada cabecita, Hasta (semper fidelis), Maria Morison y Mi alma es una barca encantada .

## Años posteriores
En sus últimos años, White escribió dos memorias, Amigos y Memorias (1914) y Mi Verano Indio (1932). Continuó organizando conciertos interpretando sus composiciones y, con la ayuda de muchos mecenas, estudiantes, intérpretes y protegidos, su música ha sido inmortalizado en el canón británico. Murió a los 82 años, en 1937.
Está enterrada en el cementerio de la Iglesia Católica Romana de San Eduardo en Sutton Green, Surrey.

## Discografía
- In Praise of Woman, Hyperion 2004
- Women at an Exposition: Music Composed by Women and Performed at the 1893 World's Fair in Chicago, Koch International Classics, 1993
- Dos de las canciones más conocidas de M.V. White, "So we'll go no more a-roving" y "Absent yet present", fueron grabados por el tenor  Gervase Cary Elwes antes de la Primera Guerra Mundial. Elwes y su esposa fueron amigos personales de la compositora.
- La canción "To Mary" fue grabada al menos tres veces por el tenor Ben Davies, el primero en 1903 y el último en 1932.